# Тасбастау (Жуалинський район)
Тасбаста́у (каз. Тасбастау) — село у складі Жуалинського району Жамбильської області Казахстану. Входить до складу Жетітобинського сільського округу.
У радянські часи село називалось Благовіщенка.
Населення — 599 осіб (2021; 568 у 2009, 480 у 1999, 609 у 1989).